# О проектировании и строительстве объекта 627
Постановление №-4098-1616 «О проектировании и строительстве объекта 627». — документ, по которому началось создание советских атомных подводных лодок.

## Предпосылки
Работы по созданию энергетической установки в виде ядерного реактора с паровой турбиной начались с 1949 года.
В результате разработок 16 мая и 29 июля 1950 года были приняты Постановления Совета Министров СССР о научно-исследовательских, проектных и инженерно-судостроительных работ по использованию атомной энергии.
Первая оформленная идея создания атомной подводной лодки была высказана в письме к И. В. Курчатову в 1952 году:

Соображения по работе транспортных агрегатов для подводных лодок, А. П. Александров, август 1952 года:

…По моему мнению, к работам в этом направлении можно приступить немедленно и провести их в наиболее короткий срок при следующих условиях.
Для проведения работ должна быть сохранена организация работ, полностью оправдавшая себя при проектировании промышленных агрегатов, то есть физические расчеты, предварительная эскизная проработка конструкции. Проведение исследований по тепловыделяющим элементам и руководство опытными и конструкторскими работами других учреждений должно быть возложено на ЛИПАН. Принятие такого решения обеспечит привлечение к работе людей, имеющих наибольший опыт в котловом деле, использование наиболее оперативным образом экспериментальной базы и Вашего, хотя бы по основным вопросам, шефства над этой работой, что я считаю необходимым…— Архив Курчатовского института
Дальнейшая разработка этого вопроса вылилась в пояснительную записку, которая была названа «Представление о возможности создания атомной подводной лодки».
Её авторами стали И. В. Курчатов, А. П. Александров, Н. А. Доллежаль при поддержке заместителя Председателя Совета Министров СССР В. А. Малышева.
Этот документ был подан И. Сталину в сентябре 1952.

## Содержание документа
В документе указывались направления работ, конкретные сроки исполнения и исполнители.

основная часть документа в оригинальной редакции:
СОВЕТ МИНИСТРОВ СССР
ПОСТАНОВЛЕНИЕ
от 9 сентября 1952 г. №4098-1616 Москва,  Кремль
О проектировании и строительстве
объекта № 627
Совет Министров Союза ССР ПОСТАНОВЛЯЕТ:
1. Обязать Первое главное управление при Совете Министров СССР (тт.Ванникова,Завенягина,Курчатова) и Министерство судостроительной промышленности (тт.Малышева, Носенко, Чиликина):
а)   организовать научно-исследовательские и проектные работы по созданию об'екта № 627,  исходя из необходимости окончания сооружения этого об'екта в 1955 году;

## Общие сведения
Постановление было подписано председателем Совета министров СССР И. В. Сталиным в тот же день — 9 сентября  1952 года и регламентировало строительство принципиально нового вида вооружений — подводных лодок с атомной двигательной установкой.
Этот тип подводных лодок должен был доставить торпеду Т-15 к берегам предполагаемого противника.
Фактически это было первое мирное применение атомной энергии вне энергетической сферы, на тот момент не существовало ни одного промышленного ядерного реактора, первый энергоблок Обнинской АЭС только начал строиться в 1951 году.
Постановление предписывало создать две группы разработчиков: первая группа занималась проектированием атомных подводных лодок (АПЛ), вторая группа занималась созданием атомной энергетической установки (АЭУ).
На тот момент производственникам не было понятно, какой тип реактора необходимо использовать в подводных лодках, поэтому было решено осуществлять работы по нескольким направлениям.
25 ноября 1952 года вышло постановление Совета Министров СССР, содержавшее план работ по проектированию объекта 627 с ноября 1952 по март 1953 года.
Атомная энергетическая установка разрабатывалась по трём вариантам исполнения:
- Графито-водный <в оригинале — водографитовый> был поручен Лаборатории «В»[4] и НИИ-8;
- Реактор с жидкометаллическим теплоносителем — разработчики ОКБ «Гидропресс» и Лаборатория «В»;
- Реактор водо-водяного типа — разработчики ЛИП АН и НИИ-8.

Работы проводились под научным руководством академика А. П. Александрова (ЛИП АН), главным конструктором энергетической установки был назначен Н. А. Доллежаль (НИИ-8), проект подводной лодки создал В. Н. Перегудов (СКБ-143, СПМБМ «Малахит»).
За общую координацию работ отвечал В. А. Малышев.
Результатом выполнения постановления было принято решение и по созданию двух типов подводных лодок: проекта 627 с водо-водяными реакторами ВМ-А и проекта 645 ЖМТ с жидкометаллическими реакторами РМ-1, по проекту с графито-водным ядерным реактором лодка построена не была.
Разработки начались с пояснительной записки, которая была названа «Представление о возможности создания атомной подводной лодки». Её авторами стали И. В. Курчатов, А. П. Александров, Н. А. Доллежаль при поддержке заместителя Председателя Совета Министров СССР В. А. Малышева. Этот документ был подан И. В. Сталину в сентябре 1952 года.
Подводная лодка К-3 «Ленинский комсомол» стала первой советской атомной подводной лодкой, она была заложена 24 сентября 1955 года в Северодвинске на заводе № 402 под заводским номером 254, спущена на воду 9 октября 1957 года. Вступила в строй (поднят флаг ВМФ) 1 июля 1958 года, 4 июля 1958 года впервые в СССР дала ход под атомной силовой установкой.
На базе полученного опыта создания энергетических установок с 1953 года запущен и проект по созданию ледокольного флота, первым построен атомный ледокол «Ленин».